# Balquhain Castle
Balquhain Castle ist die Ruine eines ehemaligen Wohnturms in Aberdeenshire, Schottland. Es war einst das Bollwerk der Leslies of Balquhain. Die Burgruine liegt circa vier Kilometer westlich von Inverurie und ist als „scheduled monument“ geschützt.

## Geschichte
Balquhain Castle wurde im 14. Jahrhundert erbaut und seit 1340 von der Familie Leslie gehalten. Am 5. Juli 1441 schloss John Leslie of Balquhain einen Vertrag mit den Maurern David Hardgat, David Dun, Robert Masoun und Gilbert Masoun, welche die Bauarbeiten beenden sollten.
1526 wurde die Burg während einer Fehde mit der Familie Forbes geplündert. 1530 wurde sie wieder aufgebaut. Maria I., Königin von Schottland, weilte 1562 während der Schlacht von Corrichie in Balquhain Castle. 1746 wurde sie von den Truppen von William Augustus, Duke of Cumberland, niedergebrannt und daraufhin aufgegeben.

## Beschreibung
Der Turm hat eine Länge von 13,75 m zu einer Breite von 8,75 m und ist von den Überresten einer kleinen Verteidigungsanlage umgeben.